# 宮崎恒二
宮崎 恒二（みやざき こうじ、1952年8月 - ）は日本の人類学者。東京外国語大学名誉教授。Ph.D.。東南アジア島嶼部における人の移動、前近代・近代ジャワにおける「知識」と「伝統」が専門。東京外国語大学理事・副学長、地域研究コンソーシアム会長、日本学術会議会員などを歴任した。

## 学歴
- 1975年3月 - 国際基督教大学教養学部社会科学科卒業
- 1977年3月 - 東京都立大学 (1949-2011)大学院社会科学研究科修士課程修了
- 1979年3月 - ライデン大学社会科学部文化人類学専攻ドクトラル修士修了
- 1984年3月 - 東京都立大学大学院社会科学研究科博士課程単位取得退学
- 1988年6月 - ライデン大学社会科学部博士号取得

## 職歴
- 1977年11月 - 1979年7月  国際基督教大学教養学部社会科学科 非常勤助手
- 1981年4月 - 1983年2月　 Gadjah Mada大学 農村地域研究所 客員研究員
- 1983年4月 - 1984年3月　 立正大学文学部 非常勤講師
- 1984年4月 - 1989年6月　 東京外国語大学アジア・アフリカ言語文化研究所 助手
- 1989年7月 - 1996年3月　 同 助教授
- 1996年4月 - 2016年3月　 同 教授
- 2001年4月 - 2005年3月　 東京外国語大学アジア・アフリカ言語文化研究所所長
- 2005年9月 - 2016年3月　 国立大学法人東京外国語大学副学長・理事、国際学術戦略本部(OFIAS)本部長を兼務
- 2010年 - 2016年　地域研究コンソーシアム会長[1]
- 2014年 - 2020年　日本学術会議会員[2]